# Zalęszczyca grubouda
Zalęszczyca grubouda (Oedemera femorata) – gatunek chrząszcza z rodziny zalęszczycowatych.